# Nihoa mahina
Espèce
Nihoa mahina est une espèce d'araignées mygalomorphes de la famille des Barychelidae.

## Distribution
Cette espèce est endémique de l'île Nihoa à Hawaï,.

## Description
Le mâle holotype mesure 24 mm et la femelle paratype 25 mm.

## Publication originale
- Churchill & Raven, 1992 : Systematics of the intertidal trapdoor spider genus Idioctis (Mygalomorphae: Barychelidae) in the western Pacific with a new genus from the northeast. Memoirs of the Queensland Museum, vol. 32, no 1, p. 9-30 (texte intégral).